# Ove Thelin
 Der er flere personer med dette navn, se Ove Thelin (borgmester).
Ove Thelin er en tidligere dansk basketballspiller som var med til at stifte Stevnsgade Basketball og som senere blev anfører og formand for denne. Han spillede fra 1961 til 1973 på klubbens 1. hold. Han opnåede 146 kampe for klubben og 1.783 point (12,2 ppg). Han vandt aldrig mesterskabet med klubben, men var med til at vinde klubbens første sæt medaljer (bronze efter en 3. plads i ligaen) i 1972-1973.
| Basketballspiller | Spire Denne biografi om en basketballspiller er en spire som bør udbygges. Du er velkommen til at hjælpe Wikipedia ved at udvide den. |